# Joshua Bluhm
Joshua Bluhm (Kiel, 11 settembre 1994) è un bobbista tedesco, campione del mondo nel bob a quattro a Schönau am Königssee 2017.

## Biografia
Compete dal 2013 come frenatore per la squadra nazionale tedesca. Debuttò in Coppa Europa nel 2015/16, annata in cui vinse sei gare che permisero al suo pilota Johannes Lochner di conquistare la graduatoria generale di quell'anno. Si distinse inoltre nelle categorie giovanili vincendo entrambe le medaglie d'oro ai mondiali juniores di Winterberg 2016, nel bob a due con Lochner e nel bob a quattro con Lochner, Sebastian Mrowka e Matthias Sommer.
Bluhm esordì in Coppa del Mondo nella stagione 2014/15, il 4 gennaio 2014 a Winterberg dove fu quarto nel bob a quattro e ottenne il suo primo podio il giorno successivo nella seconda gara a quattro con Thomas Florschütz alla guida. Colse la sua prima vittoria il 13 dicembre 2014 a Lake Placid nel bob a quattro con Maximilian Arndt pilota e vinse la sua prima gara di bob a due il 28 gennaio 2017 a Schönau am Königssee con Johannes Lochner.

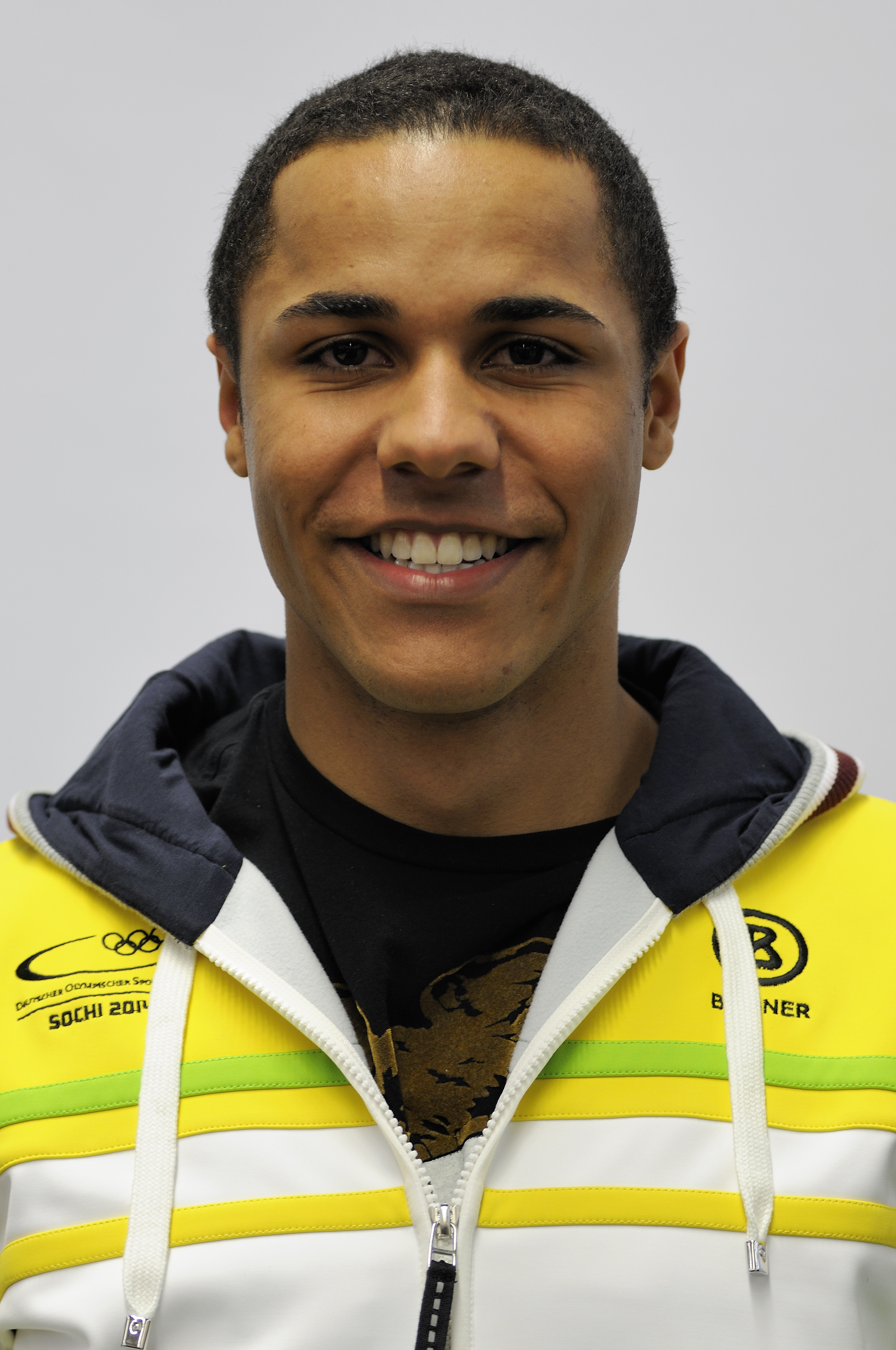
Joshua Bluhm nel 2014

Prese parte ai Giochi olimpici invernali di Soči 2014 piazzandosi quinto nel bob a quattro  competendo con Thomas Florschütz, Kevin Kuske e Christian Poser.
Ha inoltre partecipato a quattro edizioni dei campionati mondiali, conquistando un totale di cinque medaglie, delle quali una d'oro. Nel dettaglio i suoi risultati nelle prove iridate sono stati, nel bob a due: medaglia d'argento a Winterberg 2015, medaglia d'argento a Igls 2016 con Johannes Lochner e medaglia di bronzo a Schönau am Königssee 2017, tutte colte in coppia con Johannes Lochner; nel bob a quattro: sesto a Igls 2016, medaglia d'oro a Schönau am Königssee 2017 con Johannes Lochner, Matthias Kagerhuber e Christian Rasp e medaglia di bronzo ad Altenberg 2020 con Nico Walther, Paul Krenz ed Eric Franke.
Ai campionati europei vanta due medaglie d'oro vinte nel bob a quattro a Winterberg 2017 e a Igls 2018, una d'argento e una di bronzo ottenute invece nel bob a due.

## Palmarès

### Mondiali
- 5 medaglie:
  - 1 oro (bob a quattro a Schönau am Königssee 2017);
  - 2 argenti (bob a due a Winterberg 2015; bob a due a Igls 2016);
  - 2 bronzi (bob a due a Schönau am Königssee 2017; bob a quattro ad Altenberg 2020).

### Europei
- 4 medaglie:
  - 2 ori (bob a quattro a Winterberg 2017; bob a quattro a Igls 2018);
  - 1 argento (bob a due a Winterberg 2017);
  - 1 bronzo (bob a due a Igls 2018).

### Mondiali juniores
- 2 medaglie:
  - 2 ori (bob a due, bob a quattro a Winterberg 2016).

### Coppa del Mondo
- 15 podi (4 nel bob a due, 11 nel bob a quattro):
  - 8 vittorie (1 nel bob a due, 7 nel bob a quattro);
  - 2 secondi posti (1 nel bob a due, 1 nel bob a quattro);
  - 5 terzi posti (2 nel bob a due, 3 nel bob a quattro).

#### Coppa del Mondo - vittorie
| Data             | Luogo                | Paese       | Disciplina                                                                    |
| ---------------- | -------------------- | ----------- | ----------------------------------------------------------------------------- |
| 13 dicembre 2014 | Lake Placid          | Stati Uniti | a quattro con Maximilian Arndt (pilota), Kevin Korona e Ben Heber             |
| 8 gennaio 2017   | Altenberg            | Germania    | a quattro con Johannes Lochner (pilota), Sebastian Mrowka e Christian Rasp    |
| 15 gennaio 2017  | Winterberg           | Germania    | a quattro con Johannes Lochner (pilota), Sebastian Mrowka e Christian Rasp    |
| 28 gennaio 2017  | Schönau am Königssee | Germania    | a due con Johannes Lochner (pilota)                                           |
| 29 gennaio 2017  | Schönau am Königssee | Germania    | a quattro con Johannes Lochner (pilota), Matthias Kagerhuber e Christian Rasp |
| 10 dicembre 2017 | Winterberg           | Germania    | a quattro con Johannes Lochner (pilota), Christopher Weber e Christian Rasp   |
| 17 dicembre 2017 | Igls                 | Austria     | a quattro con Johannes Lochner (pilota), Marc Rademacher e Christian Rasp     |
| 14 gennaio 2018  | Sankt Moritz         | Svizzera    | a quattro con Johannes Lochner (pilota), Sebastian Mrowka e Christian Rasp    |

### Campionati tedeschi
- 1 medaglia:
  - 1 bronzo (bob a due ad Altenberg 2016[1]).

### Coppa Europa
- 7 podi (4 nel bob a due, 3 nel bob a quattro):
  - 7 vittorie.